# Lotarev DV-2
DV-2 là loại động cơ máy bay tuốc bin phản lực cánh quạt được hợp tác phát triển bởi Považské Strojárne Letecké Motory (PSLM) của Tiệp Khắc và Cục thiết kế Ivchenko Lotarev của Liên Xô. Động cơ được dùng để trang bị trên các máy bay huấn luyện mới khi đó là L-39, L-39MS và L-59. Việc thiết kế hoàn toàn do Lotarev đảm nhiệm còn việc chế tạo động cơ này được giao cho PSLM.
Động cơ được thiết kế dưới dạng từng khối để dễ tháo ráp và bảo trì với 12 phần. Có thể tháo một khối ra để bảo trì mà không cần phải tháo các khối khác. Động cơ có quy trình xử lý chất thải để việc sử dụng nhiên liệu được hiệu quả hơn, như việc lọc các nhiên liệu không được đốt cháy hết và cho vào một khoang chứa riêng chúng sẽ được sử dụng với mục đích khác thay vì xả hết ra ngoài và tạo ra một đường khói sau đuôi máy bay, nếu như động cơ hoạt động với công suất cao lượng chất thải này sẽ được xả vào luồn lửa phía sau động cơ nơi chúng sẽ được đốt cháy hoàn hoàn và tăng lực đẩy của động cơ.

## Biến thể
- DV-2: Mẫu cơ bản dùng trên các máy bay huấn luyện L-39 và phiên bản xuất khẩu L-59.
- DV-2A2: Mẫu nâng cấp tăng công suất của động cơ dùng để nâng cấp cho các máy bay sử dụng DV-2.
- DV-2S: Mẫu đã thắng trong việc đấu thầu để trang bị trên các chiếc Yak-130 mà Nga dự tính chế tạo cho Ý theo hợp đồng đã ký và đang được xem như loại động cơ dùng để nâng cấp tiếp theo cho các máy bay huấn luyện của lực lượng không quân Slovakia khi thời điểm đến.
- Một mẫu nâng cấp khác đang được phát triển tập trung vào hệ thống quản lý nhiên liệu với hệ thống điều khiển hoàn toàn bằng điện tử